# Microrhopala ciliata
Microrhopala ciliata es una especie de insecto coleóptero de la familia Chrysomelidae.
Fue descrita científicamente en 1911 por Julius Weise.